# Avram Glazer
Avram "Avi" Glazer er en del af Glazer-familien. Han er søn af Malcolm Glazer, som har kontrollen over First Allied Corporation, Tampa Bay Buccaneers i NFL og den engelske fodboldklub Manchester United F.C.. Hele familien bor til daglig i Florida.

## Tidligt liv og uddannelse
Han er søn af Malcolm Glazer og Linda Glazer, som begge to er milliardærer. Han studerede på Washington University i St. Louis, hvor han dimitterede i 1983. Han studerede derudover på flere andre internationale universiteter. 

## Personligt
Avram Glazer er gift med Jill Henkin Glazer, med hvem han har to børn, Kendall and Libby.